# Yair Dalal

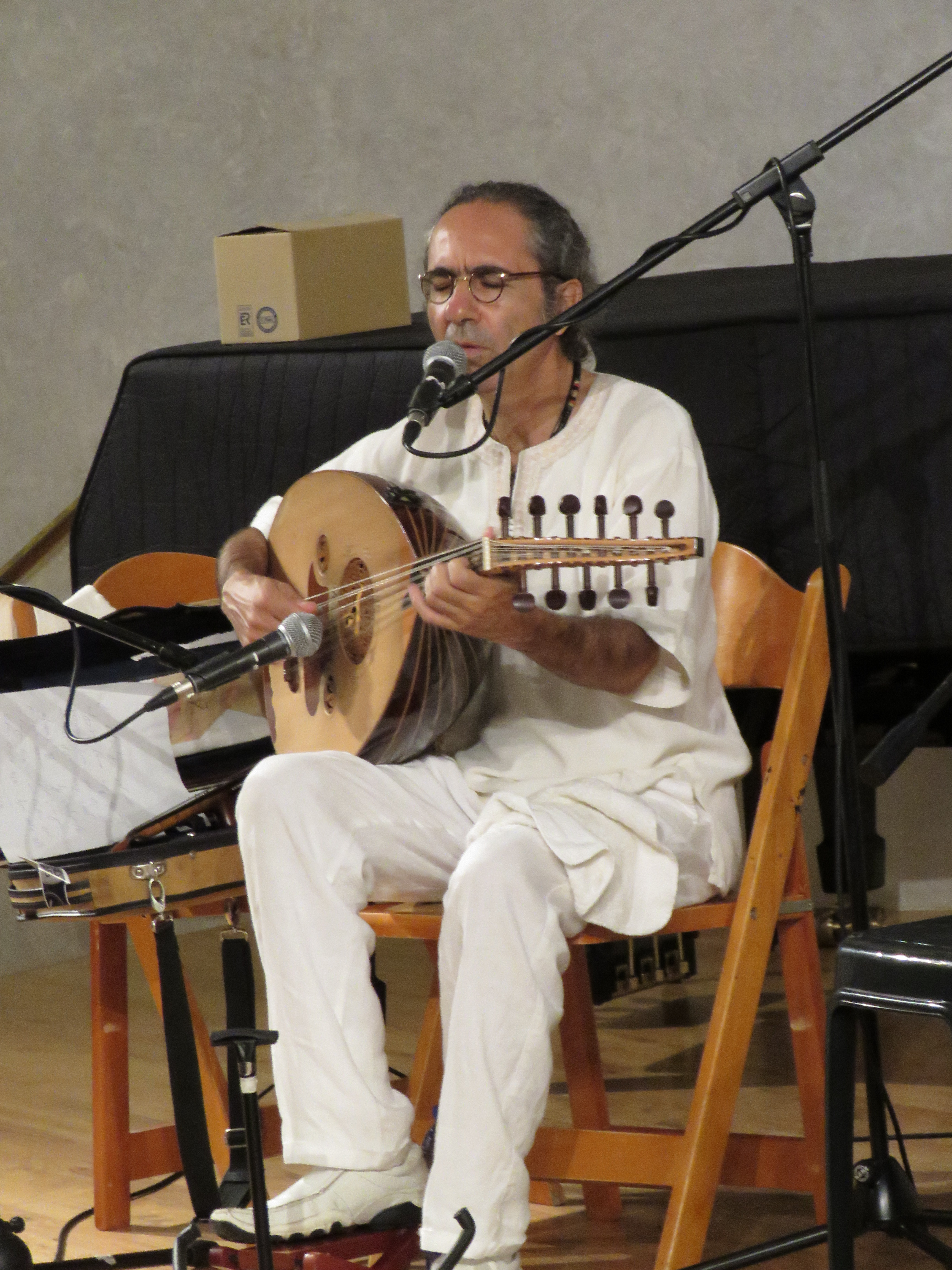
Dalal, 2015

Yair Dalal (en hebreo,  יאיר דלאל  en árabe,  يائير دلال) es un músico israelí de ascendencia iraquí nacido el 25 de julio de 1955.
Domina el laúd y el violín y canta el acompañamiento. Compone su propia música co raíces árabes, judías, de música clásica europea y de música india. Además es un activista por la paz en el conflicto árabo-israelí.